# Vamba
Vamba, ou Bamba (em latim: VVamba, Vamba, Wamba; m. 680), foi um rei visigótico de 672 a 680.

## Vida
Após Recesvinto (r. 653–672), em 19 de Setembro do ano de 672, em Toledo, foi ungido Rei da Monarquia dos Godos na Península Ibérica. Teve que lidar com revoltas em Tarraconense, e devido a isto, sentiu a necessidade de reformar o exército. Aprovou uma lei declarando que todos os duques, condes e outros líderes militares, bem como bispos, tinham que vir em auxílio do reino uma vez que a ameaça tornou-se conhecida, com perigo de severa punição. Vamba foi finalmente deposto em um golpe.